# خالص‌سازی آب

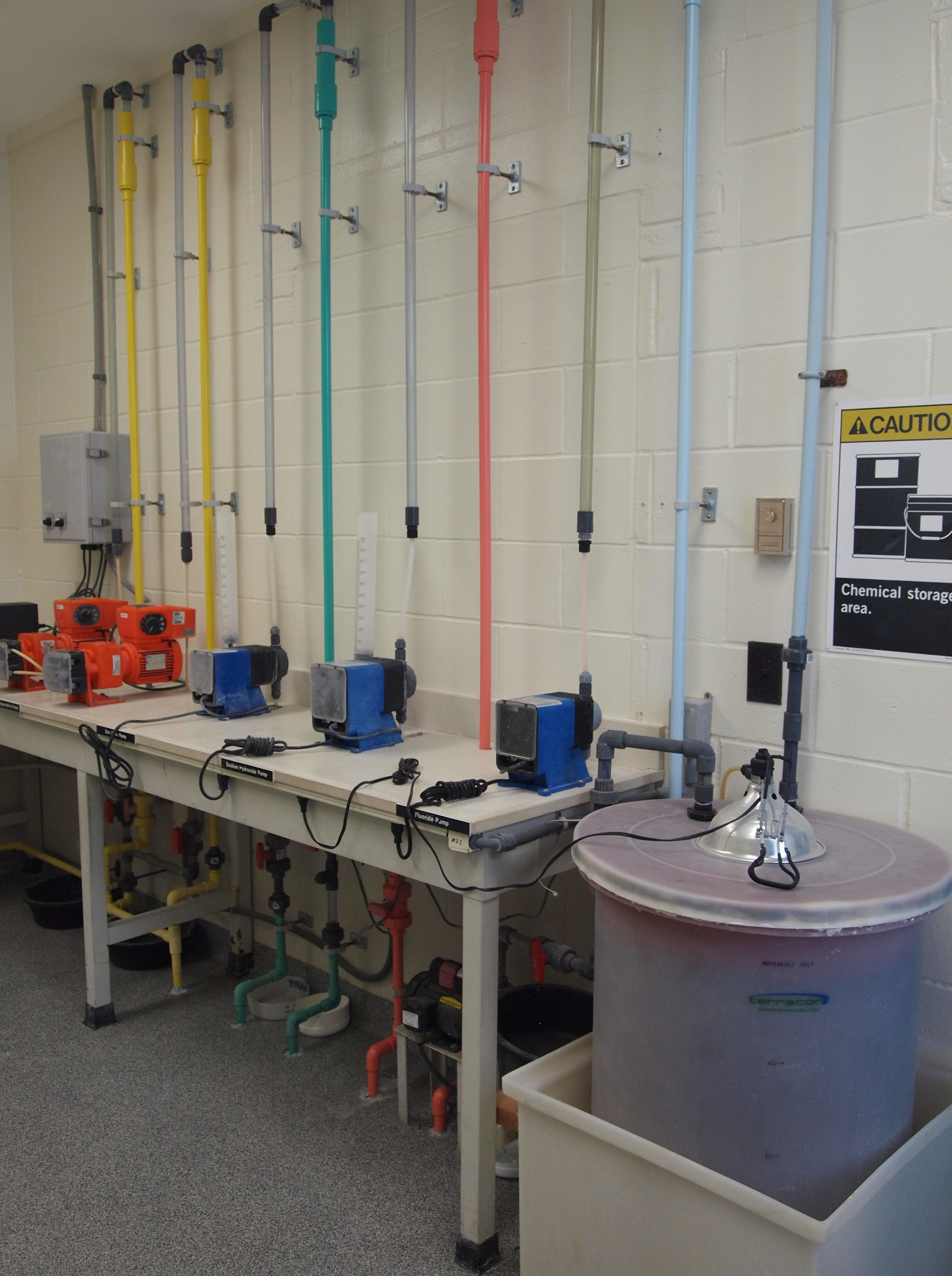
استفاده از پمپ‌ها برای افزودن مواد شیمیایی لازم به آب شفاف در یک تصفیه خانه قبل از توزیع. به ترتیب از چپ به راست: سدیم هیپوکلریت برای ضدعفونی، ارتوفسفات روی به عنوان عامل ضدخوردگی، سدیم هیدروکسید جهت تنظیم PH، و فلوراید برای جلوگیری از پوسیدگی دندان.

خالص‌سازی آب (به انگلیسی: Water Purification)، فرایند حذف مواد شیمیایی نامطلوب، آلاینده‌های بیولوژیکی، مواد جامد معلق و گازها از آب است. هدف از آن تولید آب مورد نیاز برای اهداف خاص می‌باشد. آب در بیشتر مواقع برای مصرف انسان خالص سازی و ضدعفونی می‌شود (آب آشامیدنی)، اما آب ممکن است برای اهداف مختلف دیگری مانند کاربردهای پزشکی، دارویی، شیمیایی و صنعتی نیز تصفیه شود. روش‌های مورد استفاده عبارتند از: فرایندهای فیزیکی مانند فیلتراسیون، رسوب گذاری و تقطیر؛ فرایندهای بیولوژیکی مانند فیلترهای شن و ماسه آهسته یا کربن فعال زیستی و فرآیندهای شیمیایی مانند لخته‌سازی و کلرزنی؛ و استفاده از تابش الکترومغناطیسی مانند نور ماوراء بنفش.
تصفیه آب می‌تواند غلظت ذرات، شامل ذرات معلق، انگل‌ها، باکتری‌ها، جلبک‌ها، ویروس‌ها و قارچ‌ها و همچنین غلظت محدوده ای از مواد محلول را کاهش دهد.
استانداردهای کیفیت آب آشامیدنی معمولاً توسط دولت‌ها یا استانداردهای بین‌المللی تنظیم می‌شوند. این استانداردها بسته به نوع مصرف مورد نظر معمولاً شامل حداقل و حداکثر غلظت آلاینده‌ها در آب هستند.
بازرسی چشمی به تنهایی نمی‌تواند تعیین کند که آیا آب مناسب می‌باشد یا خیر. روش‌های ساده مانند جوشاندن یا استفاده از یک فیلتر کربن فعال برای تصفیه آلاینده‌های احتمالی آب کافی نیست. حتی آب چشمه‌های طبیعی که در قرن نوزدهم برای همه اهداف عملی مناسب در نظر گرفته می‌شد، امروزه باید آزمایش شود تا مشخص شود چه نوع تصفیه ای باید بر روی آن انجام شود. تجزیه و تحلیل شیمیایی و میکروبیولوژیکی، در حالی که گران است، تنها راه به دست آوردن اطلاعات لازم برای تصمیم‌گیری در مورد روش مناسب تصفیه آب است.

## تاریخچه
اولین آزمایشات در مورد تصفیه آب در قرن هفدهم انجام شد. فرانسیس بیکن تلاش کرد آب دریا را با عبوردادن از یک فیلتر شنی نمک‌زدایی کند. اگرچه آزمایش او موفقیت آمیز نبود، اما آغاز علاقه جدیدی به این روش از تصفیه آب بود. پدران میکروسکوپ، آنتونی ون لیوونهوک و رابرت هوک، از میکروسکوپ تازه‌ اختراع‌‌شده استفاده کردند تا برای اولین‌بار ذرات کوچک مواد معلق در آب را مشاهده کنند و زمینه را برای درک آینده پاتوژن‌های موجود در آب فراهم کنند.